# NGC 6260
NGC 6260 (другие обозначения — MCG 11-20-29, ZWG 320.46, KAZ 434, PGC 59142) — спиральная галактика (Sc) в созвездии Дракон.
Этот объект входит в число перечисленных в оригинальной редакции «Нового общего каталога».